# Bohumil Veselý
Bohumil Veselý, né le 18 juin 1945 à l'époque en Tchécoslovaquie et aujourd'hui en République tchèque, est un joueur de football tchèque (international tchécoslovaque) qui évoluait au poste de milieu de terrain.

## Biographie

### Carrière en club
Avec le Sparta Prague, il remporte deux titres de champion de Tchécoslovaquie, trois Coupe de Tchécoslovaquie, et surtout une Coupe Mitropa, gagnée face au Slovan Bratislava.
Il dispute deux matchs en Coupe d'Europe des clubs champions lors de la saison 1967-1968.

### Carrière en sélection
Avec l'équipe de Tchécoslovaquie, il joue 26 matchs et inscrit 3 buts entre 1967 et 1974. 
Il joue son premier match en équipe nationale le 18 juin 1967 contre la Turquie dans le cadre des éliminatoires du championnat d'Europe 1968. Il reçoit sa dernière sélection le 27 avril 1974 en amical contre la France.
Il figure dans le groupe des sélectionnés lors de la Coupe du monde de 1970. Lors du mondial organisé au Mexique, il joue deux matchs : contre le Brésil et la Roumanie.
Le 6 juin 1973, il inscrit un triplé face au Danemark, dans le cadre des éliminatoires du mondial 1974.

## Palmarès
| Sparta Prague - Championnat de Tchécoslovaquie (2) : - Champion : 1964-65 et 1966-67. - Vice-champion : 1965-66. - Coupe de Tchécoslovaquie (3) : - Vainqueur : 1963-64, 1971-72 et 1975-76. - Finaliste : 1966-67 et 1974-75. |  | - Coupe Mitropa (1) : - Vainqueur : 1964. |